# Lenzone
Lenzone (Lenzon in Friulano) è una frazione del comune di Ovaro (UD).
Si trova a 614 m in Val Degano, alla sinistra orografica del torrente, alle falde del Monte Zoncolan (1.750 m).
Poco fuori dal centro abitato si trova la chiesetta della Madonna del carmine.